# Edison Giménez
Mario Edison Giménez (Asunción, 5 aprile 1981) è un ex calciatore paraguaiano, di ruolo attaccante.

## Carriera
Durante la sua carriera ha giocato con numerose squadre di club.

## Palmarès

### Club

#### Competizioni nazionali
- Campionato cileno: 2

Colo-Colo: Apertura 2007, Clausura 2007